# Człowiek w lustrze: Historia Michaela Jacksona
Człowiek w lustrze: Historia Michaela Jacksona (ang. Man in the Mirror: The Michael Jackson Story, 2004) – amerykański film biograficzny wyprodukowany przez Paramount Home Entertainment i VH1 Television.

## Opis fabuły
Michael Jackson (Flex Alexander) uwalnia się od presji rodzinnych zobowiązań. Jego płyty sprzedają się w ogromnych nakładach. Gromadzi fortunę, dzięki której spełnia swoje kaprysy. Nie potrafi jednak stawić czoła wyzwaniom dorosłości.

## Obsada
- Flex Alexander – Michael Jackson
  - Brennan Gademans – młody Michael
- Barbara Mamabolo – Janet Jackson
- Jason Griffith – Jermaine Jackson
- Samantha Banton – Diana Ross
- Eugene Clark – Bobby
- Frederic Tucker – Joe Jackson
- Hugh Delaney – Sędzia
- Greg Lawson – Detektyw #1
- Marty Antonini – Detektyw #2
- Lynne Cormack – Liz Taylor
- Krista Rae – Lisa Marie Presley
- Amy Sloan – Holly
- April Telek – Debbie Rowe
- Aidan Wilks – David
- Carrie Schiffler – Chirurg
- Michael Tod – Chory chłopiec
- Brian Martell – Thomas
- Cedric De Souza – Martin Bashir
- Patricia Idlette – Katherine Jackson
- Daniel Libman – dr Goodman
- Peter Onorati – Ziggy
- Brendan Prost – Manny
- Brooklynn Proulx – Paris Jackson
- William S. Taylor – Johnny Cochran
- Theresa Browning – Kobieta
- Tom Carey – Reżyser
- Brian Copping – Starszy człowiek
- Talon Dunbar – Mały chłopiec
- Greg Farkas – Tancerz
- Liberty Kee – Niania
- Duncan Pattillo – Ochroniarz
- Lou Poulis – Ogrodnik
- Chad Riley – Członek zespołu tancerzy
- Troy Rudolph – Menadżer sceny
- Connor Schmidt – Chłopak Lisy
- Peter Skagen – Adwokat